# Український Еміґрант
«Украї́нський Емігра́нт» — двотижневик (до 1931) і квартальник, орган Товариства Опіки над українським емігрантами, що виїжджали головним чином до Північної та Південної Америк, виходив у Львові з 5 жовтня 1927 по 1937 тиражем 3000 примірників. Редагував В. Бачинський, згодом І. Квасниця.
У журналі давався огляд законів тих країн, куди прямували емігранти. Також журнал попереджав про недоцільність переселення до країн, які припиняли еміграцію. Повідомляв він і про війни, революційні події в тій чи іншій країні, про депортацію чужинців через безробіття, про ставлення місцевого населення, чиновників до небажаних емігрантів (часто вкрай негативне). У журналі розкривалися випадки обману емігрантів агентами, які давали фальшиву інформацію про заробітки, ціни на землю, на реманент, худобу та інше.
У кожному номері друкувалися пояснення законів Польщі про еміграцію, про необхідні документи для виїзду, порядок і місце їх отримання.
«Український Емігрант» давав поради про те, що варто везти з собою до країн Америки, зокрема яке насіння. Були і рекомендації про перевезення через океан саджанців.